# フアン・オルランド・エルナンデス
フアン・オルランド・エルナンデス・アルバラード（スペイン語: Juan Orlando Hernández Alvarado、1968年10月28日 - ）は、ホンジュラスの政治家、実業家。2013年の大統領選で当選し、2022年まで同国の大統領を2期8年務めた。保守派の国民党に所属し、2010年1月から大統領選の選挙活動に専念するため、議会内の一切の責務を免除された2013年6月まで、国民議会の議長を務めた。略称はJOH。

## 経歴
ホンジュラス国立自治大学を卒業した弁護士兼公証人。ホンジュラス国立自治大学では法学を学び、1988年から1989年まで学生自治会の会長を務めた。ニューヨーク州立大学社会学・法学部を卒業し、行政学の修士号を取得。出身地のグラシアスにあるコーヒー農園のほか、ラジオ局、テレビ局、さらには複数のホテルを所有する実業家である。自由党のリーダーであるラファエル・ピネーダ・ポンセは、エルナンデスを「甘やかされた子ども」と呼んだ。
2001年からレンピラ県選出の国会議員を務めている。2010年1月21日に国民党が安定多数を占める国民議会の議長に選出され、4日後に就任した。
2012年、エルナンデスは翌年の大統領選の国民党候補をめぐってリカルド・アルバレスと選挙戦を展開し、2012年11月の内部投票で勝利した。
2013年5月の世論調査で、エルナンデスの大統領選における得票率は3位の18%と予測された。2013年7月、彼はインティブカ県とラパスで「エル・プエブロ・プロポーネ」（人民の計画）と題した選挙戦を開始した。街路の治安維持のために従軍した経験のあるエルナンデスは、有力なライバルであるシオマラ・カストロが憲兵隊を撤収させようとしていると主張した（ホンジュラスの主要二都市からは既にいなくなっていた）。彼はカストロに25万票の差をつけて当選した。
2017年には、続投を表明して大統領選挙に出馬。野党指導者のサルバドル・ナスララと争ったが、同年11月26日の投票後には、ナスララ陣営が不正を訴えて暴力を伴うデモが全土に波及した。12月1日、ホンジュラス政府は非常事態宣言を行ったうえで10日間の夜間外出禁止令を出したが、アメリカがエルナンデス陣営の勝利を認めると、ナスララ側も敗北宣言を行い混乱は終息に向かった。
2020年6月17日、2019新型コロナウイルスに感染したと自ら公表。
2021年の大統領選挙では、国民党候補のナスリー・アスフラを破ったシオマラ・カストロが当選した。2022年1月27日に大統領を退任。直後の2月15日、アメリカからの麻薬取引や武器使用に関する容疑での身柄引き渡し要請を受けて、裁判所がエルナンデスの拘束命令を出した。 同日、警察当局により身柄を拘束された。3月16日、裁判所はアメリカからの要請に従い、エルナンデスの身柄を引き渡すことを認めた。エルナンデスは控訴したが、3月28日、最高裁判所は控訴を棄却し、身柄引き渡しを承認した。4月21日、エルナンデスはアメリカに身柄を引き渡された。
2024年3月8日、ニューヨーク連邦地裁の陪審からコカイン密輸の罪などで有罪評決を言い渡され、6月26日には禁錮45年と罰金800万ドルの量刑が宣告された。公判で判事はエルナンデスを「権力に飢えた二枚舌の政治家」と糾弾した。表向きはアメリカの麻薬密輸対策に協力する姿勢を見せながら、裏で麻薬組織と協力していたためで、麻薬組織が密輸を円滑に進めるための「かじ取り役だった」とも指摘した。エルナンデスは控訴する方針。